# Fest der Freilassung gefangener Tiere
| Tibetische Bezeichnung                    |
| ----------------------------------------- |
| Wylie-Transliteration: tshe thar dus chen |
| Chinesische Bezeichnung                   |
| Vereinfacht: 放生节                       |
| Pinyin:Fangsheng jie                      |

Das Fest der Freilassung gefangener Tiere, die rituelle Freilassung von Vögeln, Fischen, Rindern, Pferden, Schafen, Ziegen u. a. (tib. tshe thar), ist ein traditionelles im tibetischen Buddhismus gefeiertes Fest. Es wird in vielen tibetischen Gebieten jedes Jahr am 8.  Januar nach dem Tibetischen Kalender in der Zeit des Mönlam-Festes kurz nach dem Tibetischen Neujahrsfest (Losar) gefeiert, insbesondere im Kloster Labrang im Kreis Xiahe des Autonomen Bezirks Gannan der Tibeter in der Provinz Gansu, wo zwischen mehreren hundert bis zu über tausend Tiere in die Freiheit entlassen werden.
Diese Art der Freilassung gilt allgemein im Buddhismus als Verdienst. Auch in dem alten daoistischen Werk Liezi heißt es, wer am Neujahrstag Lebewesen befreie, zeige dadurch seine Güte (ēn).

## Film
- Tse-Tar journey to free life (I), (II) - youtube.com

### Chinesische Weblinks
- Fangsheng jie;  Gannan Zhengyue chuba Fangsheng jie; Paipai qu - Zangzu Fangsheng jie - Kurzfilm